# Гора Черского
Гора Черского — высшая точка Байкальского хребта.
Названа в честь учёного Ивана Дементьевича Черского (1845-1892), внёсшего большой вклад в изучение озера Байкал.
Маршрут восхождения является единственным на Северном Байкале, классифицируемый категорией 2Б. Характерна частая изменчивость погодных условий.